# Naansi Indijanci
Naansi, izumrlo pleme, vjerojatno Caddoan Indijanaca, koje je po Douayu (1687) u vrijeme La Salleove ekspedicije u drugoj polovici 17. stoljeća bilo veoma brojno. Teritorij gdje su živjeli nalazio se između plemena Kadohadacho i Hainai, što sugerira da se nalazio na rijeci Sabine ili Sulphur. Hennepin njihovo ime biljaži kao Nansi. 
U La Salleovo doba bili su u savezu s Haqui i Nabiri Indijancima u ratu protiv Kadohadacha i Hainaia.

## Vanjske poveznice
- Naansi Indians